# Douglas McBain
Douglas Muir McBain, anche noto con l'abbreviativo Doug o Dougie (Blantyre, 22 settembre 1924 – 1º febbraio 2008), è stato un calciatore scozzese, di ruolo centrocampista.
Giocò nella semifinale per la Gran Bretagna ai Giochi olimpici del 1948. McBain giocò come mezza ala per il Dumbarton, l'Hamilton Academical, il Queen's Park e il Queen of the South.

## Carriera

### Club
McBain giocò per sette anni nei Queen's dal 1948, anno in cui giocò a Wimbledon la semifinale dei Giochi Olimpici (McBain segnò contro i Paesi Bassi a Highbury nel primo tempo). McBain fu uno dei due giocatori della squadra olimpica a spostarsi dai Queens Park ai Palmerston Parkthat Summer. L'alto fu Jimmy McColl.
Al Queens, McBain giocò insieme ad altri grandi nomi del club come Billy Houliston, Roy Henderson, Dougie Sharpe, Jackie Oakes, Jim Patterson, Jimmy Binning e Bobby Black.
McBain fu parte integrante della squadra che aggiunse numerosi altri punti nella prima metà degli anni '50.
McBain lasciò la squadra nel 1955 dopo un litigio contrattuale con l'allenatore e si ritirò dal calcio professionistico. Aveva 30 anni.

### Nazionale
Venne convocato nella Nazionale britannica che partecipò ai Giochi olimpici del 1948, disputò tre dei quattro incontri giocati dalla sua Nazionale in quell'edizione.

## Educazione e carriera dopo il ritiro
Avendo ricevuto un'istruzione all'Hamilton Academy, McBain prese una laurea all'Edinburgh University e divenne un lettore al Telford College.
Dougie McBain morì il 1º febbraio 2008 all'età di 83 anni.

## Palmarès

### Club

#### Competizioni nazionali
- Scottish Championship: 1

Queen of the South: 1950-1951